# Zanna Bianca (serie televisiva)
Zanna Bianca (White Fang) è una serie televisiva canadese di cui è stata realizzata una sola stagione, andata in onda per la prima volta fra il 1993 e il 1994. La sceneggiatura è un adattamento moderno del romanzo Zanna Bianca di Jack London, ambientato ai giorni nostri anziché a fine '800 quando ci fu la "corsa all'oro". Il cane è l'unico personaggio ripreso dal romanzo, ed è nella finzione un incrocio tra un lupo ed un husky.

## Trama
La famiglia Scott, composta da Adam, sua moglie Kate e suo figlio Matt, si è appena trasferita sulle Montagne Rocciose e si allarga con l'adozione di Zanna Bianca, salvato dal suo ex proprietario che lo costringeva a combattere. Divenuto amico di Matt, il cane ricambia aiutandolo a sua volta in varie occasioni.

## Personaggi e interpreti
- Adam Scott, interpretato da David McIlwraith. È un giudice, padre di Matt.
- Matt Scott, interpretato da Jaimz Woolvett.
- Kate Scott, interpretata da Denise Virieux. È la madre di Matt ed è una veterinaria.
- David, interpretato da Karl Urban.
- Capo David, lo sceriffo, interpretato da Kevin Atkinson.
- Blair Dillon, interpretato da Lee Grant.
- Sam Calman, interpretato da Helmut Berger.
- Maggie, interpretata da Veronica Logan.
- Joanna, interpretata da Carin C.Tiezte.

## Produzione
La serie è stata prodotta da Canada e Francia, dalle due case di produzione Grosvenor Park Productions e M6 Métropole Télévision. Jamiz Woolvett fu scelto per interpretare Matt, nonostante l'età dell'attore (nato nel 1967) fosse in contrasto con quella del suo personaggio, che ha 15 anni nella finzione.

### Registi
Tra i registi sono accreditati::
- Jeff J.J Authors
- David Blyth

### Sceneggiatori
Tra gli sceneggiatori sono accreditati:
- Ken Blarkburn
- David Blyth

## Distribuzione
La serie fu trasmessa in Canada da Alliance Atlantic Communications dal 1º marzo 1993 al 1º marzo 1994. In Italia, Zanna Bianca è andata in onda su varie emittenti locali e in replica su 7 Gold e Sat 2000.
Alcune delle date di uscita internazionali sono state:
- in Francia il 17 settembre 1999 (Croc Blanc)
- in Finlandia  nel 2001 (Koirani on Fang)
- in Polonia nel 1994

## Episodi
| Stagione       | Episodi | Prima TV originale | Prima TV Italia |
| -------------- | ------- | ------------------ | --------------- |
| Prima stagione | 25      | 1993-1994          |                 |